# لينوكس بيتي
لينوكس بيتي (بالإنجليزية: Betty Lennox)‏ مواليد 4 ديسمبر 1976 في أوكلاهوما سيتي، هي لاعبة كرة سلة أمريكية بدأت مسيرتها الاحترافية في سنة 2000 حيث لعبت في مؤسسة النساء الدولية لكرة السلة وحملت الرقم 22 و7. اعتزلت اللعب في 2011.

## روابط خارجية
- لينوكس بيتي على موقع الاتحاد الوطني لكرة السلة النسائية (الإنجليزية)
- لينوكس بيتي على موقع كرة السلة الأوروبية.كوم (الإنجليزية)
- لينوكس بيتي على موقع كلية كرة السلة في سبورتس رفرنس.كوم (الإنجليزية)
- لينوكس بيتي على موقع بروبوليرز (الإنجليزية)
- لينوكس بيتي على موقع سبورتس رفرنس (الإنجليزية)